# Entscheidungsvorlage
Eine Entscheidungsvorlage ist in Organisationen (Unternehmen und Behörden) ein Organisationsmittel, durch das ein Entscheidungsträger in die Lage versetzt werden soll, aufgrund der in ihr enthaltenen entscheidungsrelevanten Informationen und Daten eine Entscheidung treffen zu können. Sie ist Teil des entscheidungsorientierten Risikomanagements eines Unternehmens (Organisationen). In vielen Organisationen sind die geringsten Anforderungen an das Risikomanagement aktuell nicht erfüllt.
Ziel eines Unternehmens ist den langfristigeren Unternehmenserfolg zu garantieren. Dafür müssen strategische Entscheidungen getroffen werden, um Wettbewerbsvorteile aufzubauen oder zu halten. Strategische Entscheidungen sind Entscheidungen unter Unsicherheit. Um die Unsicherheit der Entscheidungen besser abschätzen zu können, müssen die Entscheidungen sorgfältig vorbereitet werden, denn der Vorstand haftet im Falle einer Sorgfaltspflichtverletzung persönlich. Diese Sorgfaltspflicht und insbesondere die persönliche Haftung werden im § 93 AktG, gesetzlich festgehalten, dies gilt auch für Unternehmen in anderen Rechtsformen. Da aber die persönliche Haftung eines Unternehmers bei jeder „nachteiligen“ unternehmerischen Entscheidung nicht zielführend wäre, wird in der Business Judgement Rule (BJR), die persönliche Haftung der Unternehmensleitung eingegrenzt. Diese haften nur, wenn sie eine Entscheidung getroffen haben, ohne vorher alle möglichen Risiken gekannt zu haben. Diese Haftungsbeschränkung wurde auch in den § 93 AktG übernommen.
An dieser Stelle wird die Bedeutung der Entscheidungsvorlage deutlich, denn sie sollte ein Teil der Entscheidungsvorbereitung sein.

## Allgemeines
Die Entscheidungsvorlage dient der Vorbereitung von Entscheidungen unter Unsicherheit oder Risiko, wie es bei „unternehmerischen Entscheidungen“ meist der Fall ist. Da in der Unternehmensrealität objektive und zweifelsfreie Wahrscheinlichkeiten für externe Umweltzustände nie bekannt sind, wird die Unterscheidung zwischen Entscheidungssituationen bei Risiko und Unsicherheit obsolet. Obwohl die Entscheidungen sich auf Analysen, Wahrscheinlichkeiten und andere Daten stützen, sind diese Daten zum Großteil Schätzungen und dadurch oft subjektiv, bzw. nicht eindeutig, da mit einer anderen Methode oder einer anderen Person eine andere Schätzung erlangt werden würde. Es entstehen Entscheidungen unter Risiko. Umso wichtiger ist es, Entscheidungen zu dokumentieren.
„Unternehmerische Entscheidungen“ sind zum Beispiel Entscheidungen, die sich mit der Änderung der Unternehmensstrategie, Standorterweiterungen, großen Investitionen oder Akquisitionen, Verhandlungen von Vertragsinhalten, Vergütungsentscheidungen oder Kreditvergaben beschäftigen.
Es ist die oberste Aufgabe des Risikomanagements, eine frühe Erkennung einer „bestandsgefährdenden Entwicklung“ (nach KonTraG) sicherzustellen und dieser entgegenzuwirken.
In dem Entscheidungsprozess hin zur Entscheidung muss sich an geeignete betriebswirtschafte Grundlagen gehalten werden. Die Entscheidungsvorlage ist ein Teil dieser Grundlagen.
Sie ist in der Ablauforganisation von Unternehmen und Behörden als Information „von unten nach oben“ vorgesehen und teilweise in Arbeitsanweisungen beschrieben. Die mit einem bestimmten Sachverhalt befasste Stelle hat danach die Aufgabe, bestimmte Informationen entscheidungsreif zusammenzufassen und einem mit Entscheidungskompetenzen ausgestatteten Entscheidungsträger vorzulegen. Der Entscheidungsträger kann aufgrund der Entscheidungsvorlage eine Entscheidung treffen, indem er diese Vorlage genehmigt, modifiziert genehmigt oder ablehnt. Hieraus ergibt sich, dass Entscheidungsvorlagen lediglich bei Fremdentscheidungen erforderlich sind, wenn der Ersteller der Entscheidungsvorlage nicht gleichzeitig auch der Entscheidungsträger ist.
Die Entscheidungsvorlage ist Teil eines Entscheidungsprozesses und setzt in einer Aufbauorganisation mindestens zwei Hierarchie-Ebenen voraus, nämlich die Unternehmensführung (Behördenleitung) und ihr untergeordnete Stabsstellen. Obwohl es in der Realität, gerade in kleinen Unternehmen oftmals an zweistufigen Hierarchie-Ebene fehlt und dieselbe Person sowohl die Entscheidung vorbereitet als auch trifft.
Während die Stabsstelle für die Entscheidungsvorbereitung mit Hilfe einer Entscheidungsvorlage sorgt, trifft die Führungsebene die Entscheidungen durch Entscheidungsträger auf der Grundlage dieser Entscheidungsvorlage. In ihr werden die für eine Entscheidung relevanten Informationen und Daten komprimiert und im Regelfall zu einer bestimmten Handlungsalternative („Entscheidungs- oder Beschlussvorschlag“, „Vorlage“) zusammengefasst. Werden mehrere Alternativen vorgeschlagen, dann wird ein Fall „zur Entscheidung gestellt“. Eine Zielerreichung hängt nicht nur von dem subjektiven Führungsziel und dem Führungserfolg des Entscheidungsträgers, sondern auch von dem in der Entscheidungsvorlage enthaltenen Informationsinput ab. Dieser wird durch die Informationsmenge und die Informationsqualität bestimmt.

## Inhalt
Zunächst sollte aus der Entscheidungsvorlage hervorgehen, welchen Sachverhalt sie aufgreift, wie die Ausgangssituation (Ist-Zustand) aussieht und welches Ziel sie verfolgt. In der Entscheidungsvorlage sollte sich auf den Beurteilungsmaßstab und die obersten Zielgrößen des Unternehmens bezogen werden. An dieser Stelle bietet sich ein risikogeprüfter und beispielhafter Unternehmenswert als Kennzahl für das Ertrag-Risiko-Profil an. Nebenbedingungen, die die Anzahl der Handlungsoptionen einschränken, sollten ebenfalls angegeben werden. Dadurch können spätere Handlungsmöglichkeiten bereits vorher abgeschätzt und reduziert werden. Nebenbedingungen meint in diesem Kontext, die im Unternehmen verfügbaren Ressourcen oder festgehaltenen Sicherheitsziele.
Insbesondere hat sie die möglichen Handlungsalternativen aufzuführen, wobei es statthaft sein kann, dass sie dem Entscheidungsträger eine bestimmte Alternative vorschlägt.
Die Handlungsalternativen sollten, durch ein Aufführen der Vor- und Nachteile, einer ersten neutralen Beurteilung unterzogen werden. Da sich die Entscheidung, die auf Grundlage der Entscheidungsvorlage getroffen werden soll, auf die Zukunft bezieht, müssen erwartbare Prognosen für die möglichen Handlungsoptionen entworfen werden. Das Vorgehen bei der Prognose muss genau beschrieben werden, genauso wie die getroffenen Annahmen. Bei der Prognose müssen Gewinne, Ertrag, Cashflows, das festgelegte Unternehmensziel, sowie die Nebenbedingungen ins Auge gefasst werden. Die Angabe von Minimal- und Maximalwerten deckt einen Großteil der denkbaren Zukunftsszenarien ab. Ertrag und Risiko sind miteinander zu vergleichen, z. B. in Form eines Ertrag-Risiko-Profils. An dieser Stelle muss von keinem vollkommenen Kapitalmarkt ausgegangen werden.
Es muss beachtet werden, dass nicht nur Einzelrisiken betrachtet und festgehalten werden, sondern auch Kombinationen verschiedener Risiken und deren Folgen.
So genannte „weiche“ Entscheidungsvorlagen sind sehr allgemein gehalten und befassen sich häufig mit Strategiefragen, „mittlere“ beschäftigen sich mit Kosten- oder Nutzenfragen und „harte“ beinhalten konkrete Maßnahmen wie etwa die Kostensenkung bei den Personalkosten der Produktion. Die Entscheidungsvorlage sollte sich auf die wesentlichen Punkte konzentrieren und nicht relevante Sachverhalte weglassen. Da es sich um eine nicht vorhersagbare Zukunft handelt gehören dazu sowohl Chancen als auch Gefahren (Risiken). Die Unsicherheiten, die die Entscheidung begleiten führen dazu, dass der wesentliche Kern einer Entscheidungsvorlage die strukturierte Identifikation, das Einschätzen und Summieren der Handlungsoptionen und den damit verbundenen Risiken (Chancen und Gefahren) beinhaltet (Monte-Carlo Simulation).
Es sollten belegbare angemessene Informationen vorliegen (§ 93 AktG). Was eine angemessene Information ist, wurde von der Rechtsprechung präzisiert, sodass der Begriff „angemessen“ nicht beliebig ausgelegt werden kann. Je größer die Bedeutung der Entscheidung ist, umso mehr Informationen müssen angesammelt werden. Jedoch müssen die Informationen nicht vollumfassend oder bestmöglich eingeholt werden, sondern es muss sich um angemessene Informationen handeln.
Um über die korrekte Auslegung der „angemessenen Informationen“ urteilen zu können, muss der Vorstand/Geschäftsführer betriebswirtschaftliche Verhaltensmaßstäbe beachten und zugrunde legen, dies hat der Gesetzgeber festgelegt. Dies stellt die Mindestanforderungen dar, Intuition und die innere Stimme des Geschäftsführers sind nicht ausreichend.
Am Ende der Entscheidungsvorlage sollten alle Aspekte ins Verhältnis gesetzt und die Situation gewürdigt werden.

## Anforderungen
Entscheidungsvorlagen sind zu erstellen, wenn ein Problem auftaucht oder ein Projekt ansteht und Entscheidungen zu treffen sind, welche die Kompetenzen des Aufgabenträgers übersteigen. Sie müssen das Entscheidungsgremium (Geschäftsführung, Vorstand, Amtsleitung, Regierung) soweit mit dem Thema vertraut machen, dass es über einen ausreichend hohen Informationsstand verfügt. Dabei sind Handlungsalternativen aufzuzeigen und diese im Hinblick auf den Zielerreichungsgrad (Unternehmensziel, Staatsziel) zu bewerten, ohne die Entscheidung vorwegzunehmen.
Chance und Gefahren (Risiko) sind abzuwägen. Wenn es um das Feststellen von Chancen und Gefahren (Risiken) geht sind laut DIIR Revisionsstandard Nr. 2 alle Managementsysteme (z. B. das Controlling und Qualitätsmanagement) zu integrieren. Ziel ist es nicht, Risiken einzudämmen, sondern anhand der Risikotragfähigkeit des Unternehmens abzuschätzen welche Entscheidung getroffen werden soll. Die Risikotragfähigkeit darf nicht überreizt werden. In der Entscheidungsvorlage müssen Planabweichungen einkalkuliert werden, denn wenn sich nicht vorhergesehene Abweichungen der Pläne realisieren, kann das zu Haftungsproblemen führen. Es legt Schwächen in der Grundstruktur der Entscheidungsvorlage offen und kann auf eine Sorgfaltspflichtverletzung deuten, die vom Aufsichtsrat näher zu betrachten wäre. Dementsprechend sollten alle Informationen, die in der Entscheidungsvorlage eine Rolle spielen, als Beweis festgehalten werden.
Vor allem bei komplexen Themen kann ein Vordruck mit vorgegebener Strukturierung verwendet werden. Eine komprimierte Darstellung als Executive Summary ist möglich.

## Funktion
Die Entscheidungsvorlage ist das Ergebnis einer Ideenbewertung. Sie stellt die untersuchten Alternativen nebeneinander und stellt die Bewertungen des Antragstellers im Hinblick auf Chancen/Risiken, Kosten/Erlöse oder sonstige entscheidungsrelevante Sachverhalte dar. Regelmäßig beinhaltet sie eine Empfehlung, welche Entscheidung getroffen werden soll.

## Organisationsfragen
Entscheidungsvorlagen sind organisatorisch sinnvoll, wenn wesentliche strategische oder taktische Entscheidungen getroffen werden sollen und weniger erforderlich, wenn lediglich Entscheidungen des Tagesgeschäfts anstehen.
Insbesondere müssen Entscheidungsvorlagen erstellt werden, wenn sogenannte „Unternehmerische Entscheidungen“ in einer AG anstehen, denn dabei entstehen unvermeidliche Chancen und Risiken. Dies ergibt sich aus den Business Judgement Rule (BJR), § 93 AktG, um persönliche Haftungsrisiken und Sorgfaltspflichtverletzungen für Geschäftsführer zu vermeiden. „Unternehmerische Entscheidungen“ müssen auf Grundlage angemessener Informationen getroffen werden, für Unglück muss nicht gehaftet werden.
Aus dem § 93 AktG geht ebenfalls hervor, wenn der Aufsichtsrat einem Zustimmungspflichtigen Geschäft zustimmt, wird der Vorstand nicht von seinen Pflichten bzgl. der Entscheidungsvorlage entlastet.
Unabhängig von der Unternehmensgröße sollte das Unternehmen grundsätzliche Gedanken und Regeln formulieren, um festzulegen, wann und wie systematisch mit „unternehmerischen Entscheidungen“ umgegangen werden sollte. Gerade wenn operative Entscheidungen von der 2. oder 3. Führungsebene getroffen werden, sind generelle Planwerte des Unternehmens und Vorgaben hilfreich. Zuerst sollte festgelegt werden was im Unternehmen konkret unter einer „unternehmerischen Entscheidung“ zu verstehen ist. Dann sollte eine allgemeine Vorlage entworfen werden, welche Informationen für die Entscheidung erforderlich sind. Letztendlich muss festgelegt werden, welche Positionen bei der Entscheidung zu integrieren sind und welchen Teil der Entscheidung sie begleiten sollten.
Handelt es sich um keine „unternehmerische Entscheidung“ kann die Dokumentation der Entscheidung überflüssig werden. Daher ist es wichtig abzugrenzen, wann es sich um eine „unternehmerische Entscheidung“ handelt. Handelt es sich um kleine oder mittlere Organisationen, kann es sein, dass der Geschäftsführer die Aufgaben des Controllings und des Risikomanagements bestreiten muss, da dafür kein eigener Arbeitsplatz vorgesehen ist. Dementsprechend muss der Geschäftsführer in diesem Fall auch die Entscheidungsvorlage für seine Entscheidung erstellen und vorbereiten.
Es gibt auch Unternehmensarten, bei denen bestimmte Sachverhalte zwar zu den Tagesentscheidungen gehören, aber dennoch wegen der Bedeutung Entscheidungsvorlagen erstellt werden. Dazu gehören die Kreditvorlagen für Kreditentscheidungen in Kreditinstituten, Kreditversicherungen oder Exportkreditversicherungen. Da die Entscheidungsvorlage ein wichtiger Bestandteil unternehmerischer Entscheidungen (etwa Kreditentscheidung) oder behördlicher Verwaltungsakte darstellt, unterliegt sie als Dokument einer Aufbewahrungspflicht. Vielfach bestehen innerhalb einer Organisation standardisierte Vorlagen zur einheitlichen Gestaltung von Entscheidungsvorlagen.

## Antragsteller
Die Berechtigung zur Erstellung einer Entscheidungsvorlage ist ein wesentlicher Machtfaktor in Entscheidungsprozessen. Historisch war es der Vortragende Rat, der das Recht hatte, dem Monarchen Entscheidungsvorlagen zu unterbreiten.
Entsprechend lag das Initiativrecht, also das Recht, Entscheidungsvorlagen über Gesetzesentwürfe oder die Themen, mit denen sich das Parlament beschäftigen durfte, vorzulegen, im Frühkonstitutionalismus nicht etwa beim Parlament, sondern bei der Regierung.
Auch heute ist die Frage, wer Entscheidungsvorlagen vorlegen darf, üblicherweise über die Linienorganisation definiert.

## Arten

### Gesetzgebung
Der Gesetzgebungsprozess sieht mehrere Schritte der Entscheidung vor, bei der jeweils eine Entscheidungsvorlage erstellt wird. Zunächst einmal wird auf Ebene des Fachministeriums ein Referentenentwurf erstellt. Der Referent erstellt auf dieser Basis eine Entscheidungsvorlage für den Minister. Nach Zustimmung wird er als Kabinettsvorlage dem Kabinett vorgelegt. Dieser leitet es als Gesetzesvorlage an das Parlament weiter. Eine Beschlussempfehlung wird von einem Parlamentsausschuss an das Parlament gegeben. Der Gesetzentwurf dient dem Parlament zur Abstimmung über ein Gesetzesvorhaben der Regierung.

### Projektmanagement
Im Projektmanagement nennt man eine Entscheidungsvorlage über Änderungen im Projekt Änderungsanforderung (englisch Change Request).

### AG
Wenn in einer AG eine „unternehmerische Entscheidung“ getroffen werden soll, muss zwischen alternativen Handlungsvarianten gewählt werden. Eine „bestandsgefährdende Entwicklung“ sollte ausgeschlossen werden (§ 91 II AktG). Grundlage dazu ist die Entscheidungsvorlage, durch die sich der Vorstand absichert, eine begründete/sichere Entscheidung getroffen zu haben, und keine Pflichtverletzung begangen zu haben. Dafür müssen belegbare und „angemessene Informationen“ in der Entscheidungsvorlage aufgearbeitet werden (siehe oben), Chancen und Gefahren (Risiken) müssen eruiert, und die Wirkungen aufeinander abgeschätzt werden (§ 93 AktG), damit der Vorstand nicht für eine mögliche Verfehlung haftbar gemacht werden kann.

### Bankwesen
Die Kreditvorlage ist die Form einer Entscheidungsvorlage im Kreditgeschäft der Kreditinstitute. In Kreditinstituten entscheidet stets der Vorstand über Kreditgewährungen („Kreditkompetenz“). Er kann diese Kompetenz teilweise für niedrigere Kreditbeträge oder Kreditrisiken an untere Ebenen delegieren. In vielen Kreditinstituten (Großbanken, Sparkassen) gibt es neben dem Vorstand noch den Kreditausschuss, der ausschließlich über Kreditkompetenzen verfügt. Eine Kreditentscheidung dieser Gremien beruht auf einer vorangegangenen Kreditvorlage, die nur erstellt wird, wenn die Kreditanalyse eine Kreditgewährung befürwortet. Soll ein Kreditantrag abgelehnt werden, gibt es keine Kreditvorlage. Wegen der Funktionstrennung ist außerhalb des Massenkreditgeschäfts auf der Grundlage des § 25a Abs. 1 KWG gemäß BTO 1.1 Tz. 1 MaRisk eine Trennung zwischen Markt und Marktfolge bis einschließlich zur Ebene der Geschäftsleitung zu gewährleisten, so dass für denselben Kreditantrag zwei „Voten“ (Kreditvorlagen) zu erstellen sind.